# Jeremiah Azu
Jeremiah Azu (* 15. Mai 2001 in Rotterdam, Niederlande) ist ein walisischer Leichtathlet, der im Kurzsprint an den Start geht. 2025 siegte er im 60-Meter-Lauf bei den Hallenweltmeisterschaften in Nanjing.

## Sportliche Laufbahn
Jeremiah Azu wurde in Rotterdam geboren und wuchs anschließend in Cardiff auf, wo er bis heute lebt und trainiert. 2016 bestritt er seine ersten Sprintwettkämpfe gegen die heimische Konkurrenz. Bereits ein Jahr später lief er die 100 Meter erstmals unter der 11-Sekunden-Marke und belegte unter anderem bei den walisischen Meisterschaften der Erwachsenen den achten Platz. Bis zum Ende der Saison steigerte er seine Bestzeit auf 10,65 s, womit er bei den britischen U17-Meisterschaften erfolgreich war. 2018 gewann er jeweils im 100-Meter-Lauf und über die 60 Meter die Bronzemedaille bei den walisischen Meisterschaften. 2019 gewann Azu die Bronzemedaille im 60-Meter-Lauf bei den britischen Hallenmeisterschaften. Zudem siegte er bei den nationalen U20-Meisterschaften über 100 und über 60 Meter. Im Mai steigerte er seine 100-Meter-Bestzeit auf 10,27 s. Damit konnte er Juli bei den U20-Europameisterschaften in Schweden an den Start gehen. Dort bestritt er souverän sowohl seinen Vor- als auch den Halbfinallauf und erreichte das Finale. Dieses lief er anschließend in lediglich 13,45 s und erreichte damit als Siebter das Ziel. 2020 belegte er bei den heimischen Meisterschaften den fünften Platz über 100 Meter. 2021 belegte er den siebten Platz bei den nationalen Meisterschaften und gewann zudem die Silbermedaille bei den U23-Meisterschaften Großbritanniens. Im Sommer trat er bei den U23-Europameisterschaften in Tallinn an. Bereits im Vorlauf konnte er in 10,19 s eine neue Bestzeit aufstellen. Schließlich erreichte er das Finale, in dem er sich in 10,25 s den Europameistertitel sicher konnte. Später trat er auch mit der Staffel an, diese konnte ihren Finallauf allerdings nicht beenden.
2022 gewann Azu die Bronzemedaille im 60-Meter-Lauf bei den britischen Hallenmeisterschaften. Im Juni trat er bei den britischen Meisterschaften in der Freiluft an und lief in 9,90 s zum nationalen Meistertitel. Da dieses Zeit unter irregulären Windverhältnissen aufgestellt wurde, bedeuteten sie offiziell keinen neuen walisischen Rekord. Er verpasste es anschließend nur knapp sich für die Weltmeisterschaften in Eugene zu qualifizieren, stattdessen trat er Anfang August zunächst bei den Commonwealth Games an. Dort belegte er im Finale der 100 Meter den fünften Platz. Nur kurz darauf reiste er nach München zu den Europameisterschaften. Auch dort konnte er in das Finale einziehen, in dem er mit neuer Bestzeit von 10,13 s die Bronzemedaille und damit seine erste Medaille im Erwachsenenbereich bei einer Großveranstaltung gewinnen konnte. Wenige Tage später gewann er schließlich mit der britischen Sprintstaffel zudem die Goldmedaille.
2023 wurde Azu im Februar britischer Vizehallenmeister im 60-Meter-Lauf. Anfang März trat er bei den Halleneuropameisterschaften in Istanbul an. Dort konnte er in das Finale einziehen, das er als Sechster beendete. Im Juli trat er im finnischen Espoo zur Titelverteidigung bei den U23-Europameisterschaften an. Dort lief er im Halbfinale des 100-Meter-Laufes eine neue Bestzeit in 10,04 s. Im anschließenden Finale blieb er dann lediglich eine Hundertstelsekunde dahinter zurück und konnte sich erneut zum Europameister krönen. Einen Monat später trat er in Budapest zum ersten Mal bei Weltmeisterschaften an, wobei er mit der britischen Sprintstaffel als Vierte knapp eine Medaille verpasste.
2024 unterbot Azu Ende Mai bei einem Wettkampf in Leverkusen zum ersten Mal die 10-Sekunden-Marke über 100 Meter. Bei den Olympischen Spielen 2024 in Paris gewann er mit der 4-mal-100-Meter-Staffel die Bronzemedaille. 2025 siegte Azu in persönlicher Bestzeit von 6,49 s im 60-Meter-Lauf bei den Halleneuropameisterschaften in Apeldoorn. Nur zwei Wochen später sicherte er sich mit der gleichen Finallaufzeit wie in Apeldoorn den Hallenweltmeistertitel bei den Hallenweltmeisterschaften in Nanjing.
2022 wurde Azu britischer Meister im 100-Meter-Lauf. 2024 und 2025 wurde er nationaler Hallenmeister über 60 Meter.

## Wichtige Wettbewerbe
| Jahr                               | Veranstaltung                      | Ort                                | Platz                              | Disziplin                          | Zeit                               |
| Startet für Vereinigtes Königreich | Startet für Vereinigtes Königreich | Startet für Vereinigtes Königreich | Startet für Vereinigtes Königreich | Startet für Vereinigtes Königreich | Startet für Vereinigtes Königreich |
| ---------------------------------- | ---------------------------------- | ---------------------------------- | ---------------------------------- | ---------------------------------- | ---------------------------------- |
| 2019                               | U20-Europameisterschaften          | Borås                              | 7.                                 | 100 m                              | 13,45 s                            |
| 2021                               | U23-Europameisterschaften          | Tallinn                            | 1.                                 | 100 m                              | 10,25 s                            |
| 2021                               | U23-Europameisterschaften          | Tallinn                            |                                    | 4 × 100 m                          | DNF (Finale)                       |
| 2022                               | Commonwealth Games                 | Birmingham                         | 5.                                 | 100 m                              | 10,19 s                            |
| 2022                               | Europameisterschaften              | München                            | 3.                                 | 100 m                              | 10,13 s                            |
| 2022                               | Europameisterschaften              | München                            | 1.                                 | 4 × 100 m                          | 37,67 s                            |
| 2023                               | Halleneuropameisterschaften        | Istanbul                           | 6.                                 | 60 m                               | 6,58 s                             |
| 2023                               | U23-Europameisterschaften          | Espoo                              | 1.                                 | 100 m                              | 10,05 s                            |
| 2023                               | Weltmeisterschaften                | Budapest                           | 4.                                 | 4 × 100 m                          | 37,80 s                            |
| 2024                               | Olympische Spiele                  | Paris                              | 3.                                 | 4 × 100 m                          | 37,61 s                            |
| 2025                               | Halleneuropameisterschaften        | Apeldoorn                          | 1.                                 | 60 m                               | 6,49 s                             |
| 2025                               | Hallenweltmeisterschaften          | Nanjing                            | 1.                                 | 60 m                               | 6,49 s                             |

## Persönliche Bestleistungen
Freiluft
- 100 m: 9,97 s, 25. Mai 2024, Leverkusen
- 200 m: 20,96 s, 22. Mai 2022, Loughborough

Halle
- 60 m: 6,49 s, 8. März 2025, Apeldoorn